# Rob Nilsson
Pour les articles homonymes, voir Nilsson.
Rob Nilsson (né le 29 octobre 1939 à Rhinelander, dans le Wisconsin, aux États-Unis) est un acteur, réalisateur, scénariste et producteur américain.

## Filmographie

### Cinéma

#### Comme acteur
- 1987 : Heat and Sunlight : Mel Hurley
- 1995 : Copycat : SWAT Commander
- 2000 : Clouds : Frank
- 2005 : Berkeley : Coach
- 2005 : Need : Photographer

#### Comme réalisateur
- 1978 : Northern Lights
- 1986 : On the Edge
- 1986 : Signal Seven
- 1987 : Heat and Sunlight
- 1990 : Words for the Dying
- 1996 : Chalk
- 2000 : Stroke
- 2000 : Singing
- 2000 : Winter Oranges
- 2001 : Scheme C6
- 2002 : Noise
- 2003 : Attitude
- 2005 : Security
- 2005 : Need

#### Comme scénariste
- 1978 : Northern Lights
- 1986 : On the Edge
- 1986 : Signal Seven
- 1989 : The Method
- 1996 : Chalk
- 2001 : Bill's Gun Shop
- 2001 : Scheme C6
- 2002 : Noise

#### Comme producteur
- 1978 : Northern Lights
- 1986 : On the Edge
- 2000 : Stroke
- 2000 : Singing
- 2000 : Winter Oranges
- 2001 : Bill's Gun Shop
- 2001 : Scheme C6

#### Comme monteur
- 1978 : Northern Lights

### Télévision

#### Comme acteur
- 1988 : Viva Oklahoma (Baja Oklahoma) : Chuck
- 1988 : Dead Solid Perfect : Writer #2
- 1990 : Rainbow Drive : le vieux policier
- 1995 : Naomi & Wynonna: Love Can Build a Bridge (en) : Glen Judd
- 1997 : Passion violée (Tell Me No Secrets) : Detective
- 1997 : L'Héritière (The Inheritance) : Minister
- 2002 : Dancing at the Harvest Moon : Jim Rogers

#### Comme réalisateur
- 1998 : A Town Has Turned to Dust